# Isbister Chambered Cairn

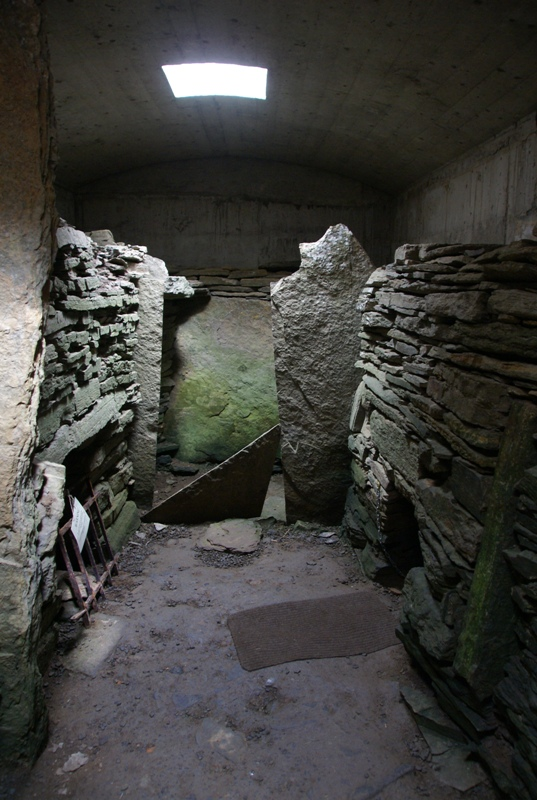
Het interieur kijkende naar het noorden. De toegang bevindt zich rechts.

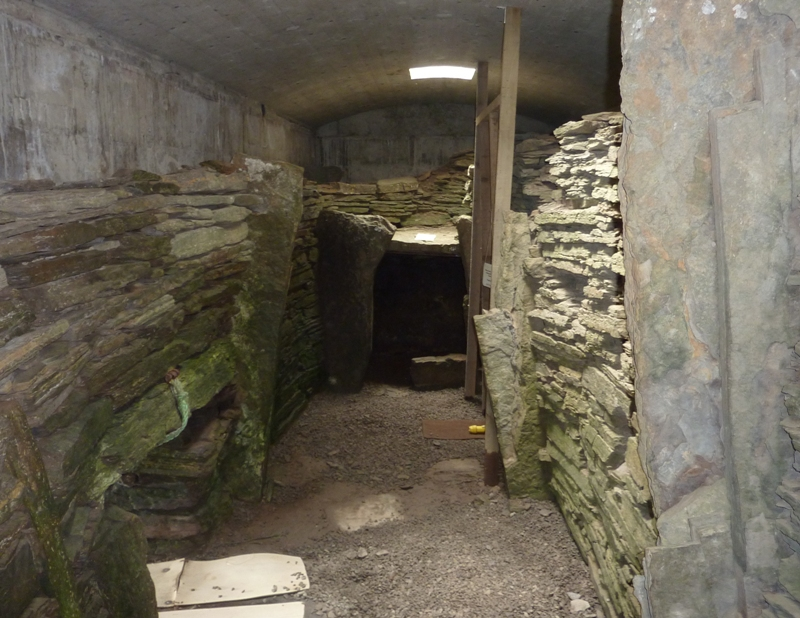
Het interieur kijkende naar het zuiden. De toegang bevindt zich links.

De Isbister Chambered Cairn, ook bekend onder de naam Tomb of the Eagles (Tombe van de Arenden), is een neolithische graftombe, gelegen op South Ronaldsay, een van de Schotse Orkney-eilanden.

## Geschiedenis
De Isbister Chambered Cairn werd gebouwd rond 3000 v.Chr. en bleef zo'n achthonderd jaar in gebruik. In deze periode werd de tombe ook uitgebreid en aangepast. Na deze achthonderd jaar werd het dak verwijderd en werd de centrale kamer van de tombe volgestort met puin. De reden hiervoor is onbekend. Het gebied van de tombe bleef in gebruik als begraafplaats, getuige de vondst van steenkisten uit de bronstijd in de aardwerken aan de noordzijde van de tombe.

## Ontdekking
De Isbister Chambered Cairn werd ontdekt door de plaatselijke boer Ronald Simison in 1958. Na deze ontdekking wachtte de boer tevergeefs op een officieel archeologisch onderzoek en besloot in 1978 zelf de cairn op te graven.
In 1987 werd de tombe voorzien van een betonnen dak en werden de buitenmuren bij de ingang gereconstrueerd.

## Bouw
De Isbister Chambered Cairn ligt op de kliffen aan de zuidkust van de zuidoostelijke kant van South Ronaldsay. De graftombe is van het hybride type. De tombe volgt zowel het Orkney-Cromarty-type als het Maeshowe-type. Een graftombe van het Orkney-Cromarty-type bestaat uit een langwerpige ruimte die in compartimenten is verdeeld door middel van rechtopstaande, platte stenen. Een graftombe van het Maeshowe-type bestaat uit een centrale ruimte met zijcellen. De Isbister Chambered Cairn heeft een centrale ruimte opgedeeld in compartimenten; tevens beschikt de tombe over vijf zijcellen. De constructie is opgetrokken in droogmetselwerk.
De centraal gelegen ingang bevindt zich aan de oostzijde en is daarmee gericht op de Noordzee. De toegang is drie meter lang, 85 centimeter hoog en 70 centimeter breed.
De Isbister Chambered Cairn is verdeeld in drie compartimenten. Verder bevinden zich aan de noord- en zuidzijde een aparte cel. Aan de westzijde bevinden zich twee cellen; aan de oostzijde één cel, die ten noorden van de toegang ligt. De tombe is, inclusief de cellen aan de uiteinden, acht meter lang. De overgebleven muren van de tombe zijn tot twee meter hoog bewaard gebleven.

## Vondsten
In 1958 werden dertig menselijke schedels, het bovenste deel van een zwart-witte knuppel, drie stenen bijlkoppen, een zwarte bedel en een klein kalkstenen mes gevonden.
In 1978 werden zo'n 16000 botten gevonden, waaronder 100 schedels. Deze botten waren van minimaal 338 of 342 individuen afkomstig. De schedels bevonden zich in de zijcellen; de overige botten bevonden zich in de cellen op de noordelijke en zuidelijke uiteindes.
Naast menselijke botten werden er ook dierlijke botten aangetroffen waaronder botten van in ieder geval veertien Europese zeearenden. Wellicht was deze arend een stamtotem. Ter vergelijking: in Cuween Hill Chambered Cairn werden 24 hondenschedels aangetroffen.
Onderzoek in 2006, waarbij met C14-datering de ouderdom van de vogelbotten werd bepaald, wees uit dat deze stammen uit de periode van circa 2450 v. Chr. tot 2050 v. Chr.
Verdere vondsten bestonden uit een grote hoeveelheid potscherven, die zich tegenover de ingang bevonden, en veertien bedels. Het meeste aardewerk was van het Unstan Ware-type.

## Beheer
Isbister Chambered Cairn is privé-eigendom, net als de Liddle Burnt Mound, maar wordt sinds 1987 beheerd door de Orkney Islands Council. De cairn is te bezoeken in de zomermaanden. Nabij de cairn bevindt zich sinds 2002 een museum annex bezoekerscentrum.